# Alfred Asikainen
Alfred Asikainen (n. 2 noiembrie 1888, Vîborg, Marele Principat al Finlandei, Imperiul Rus – d. 7 ianuarie 1942, Helsingfors, Finlanda) a fost un luptător ce a reprezentat Finlanda, medaliat olimpic. A participat la o ediție a Jocurilor Olimpice (1912) în care a câștigat o medalie de bronz.

## Participări
Lista de mai jos prezintă principalele competiții la care a participat Alfred Asikainen de-a lungul carierei.
- wrestling at the 1912 Summer Olympics – men's Greco-Roman middleweight[*]